# Thaddäus Robl
Thaddäus "Taddy" Robl (Ohlstadt, Baviera 22 d'octubre de 1877 - Stettin, 18 de juny de 1910) va ser un ciclista alemany que fou professional entre 1894 i 1909. Es va especialitzar en el ciclisme en pista, concretament en el mig fons, on va guanyar dos Campionats del món i cinc Campionats d'Europa.
Va morir en una exhibició aèria, del que també era un gran aficionat.

## Palmarès
- 1901
  -  Campió del món de Mig Fons
  - Campió d'Europa de mig fons
- 1902
  -  Campió del món de Mig Fons
  - Campió d'Europa de mig fons
- 1903
  - Campió d'Europa de mig fons
- 1904
  - Campió d'Europa de mig fons
- 1907
  - Campió d'Europa de mig fons
  - Campió d'Alemanya en Mig Fons
- 1908
  - Campió d'Alemanya en Mig Fons